# 古惑狼：皮质的愤怒
《古惑狼：皮质的愤怒》是一款由Traveller's Tales公司制作、Universal Interactive Studios发行的平台类游戏。游戏最初于2001年11月1日在PlayStation2上发行。 本游戏为古惑狼系列第6作（主系列第4作）。
玩家控制着古惑狼需要收集25颗水晶。
游戏收到多数正面评价。《任天堂力量》称游戏剧情非常多。